# Burarama
Burarama é um distrito do município de Cachoeiro de Itapemirim, no Espírito Santo, situado no noroeste do município. É reconhecida por suas belezas naturais, que incluem paisagens compostas por cachoeiras, áreas verdes e montanhas. Sua comunidade local tem o hábito de preservar suas raízes e culturas tradicionais.

## História
Segundo históricos da região, a colonização de Burarama ocorreu em 1917, quando imigrantes italianos, chegados ao Brasil em 1880 do município de Alfredo Chaves, estabeleceram-se na região, que era chamada de Floresta. As famílias italianas ocuparam a região e se expandiram para comunidades vizinhas.
Com o crescimento populacional, surgiu a necessidade de um novo distrito em Cachoeiro. Em 1921, Burarama passa a ser sediada pelo distrito de Bananal (hoje Pacotuba), criado naquele ano. Antes da instalação do distrito, em 1930, foi inaugurada a estrada para Burarama (atual ES-483), saindo de Pacotuba e conectando a sede do município, um marco importante e celebrado pela população.
Para estabelecer o distrito, foi necessária a doação de um lote para um cartório, para ser gerenciado pela Prefeitura de Cachoeiro de Itapemirim, sendo a terra doada pela família Gardini.
Pela Lei Estadual n.º 2.665, de 8 de julho de 1932, criou-se o distrito de Floresta, desmembrando terras do distrito de Bananal (Pacotuba). O Decreto-Lei Estadual n.º 15.177, de 31 de dezembro de 1943, renomeou o distrito para Burarama.
Na década de 60, o serviço telefônico foi inaugurado em Burarama, motivo de festa com a presença do Prefeito Raimundo de Andrade.

## Geografia

### Relevo
O distrito de Burarama é caracterizado por um relevo de colinas dissecadas e morros baixos, mas ganha destaque aos seus domínios montanhosos com desatque aos inselbergs. Entre seus pontos mais altos, podemos destacar a Pedra da Ema, com aproximadamente 500 metros de altitude.

### Localização
O distrito está situado na região noroeste do município e limita-se com os municípios de Alegre (oeste), Castelo (norte) e Jerônimo Monteiro (sul). O principal acesso à sede se dá pela rodovia ES-483, contando com o Trecho 22 (rodovia) do Programa Caminhos do Campo, conectando a cidade de Jerônimo Monteiro a ES-483 e uma estrada vicinal que liga o distrito à sede do distrito de Conduru.

### População
Pelo Censo 2022 (IBGE) a população total do distrito era de 1 710 habitantes e apenas 22,22% vivia em sua zona urbana.

### Área territorial
A área territorial do distrito é de 86,56 km².

## Características

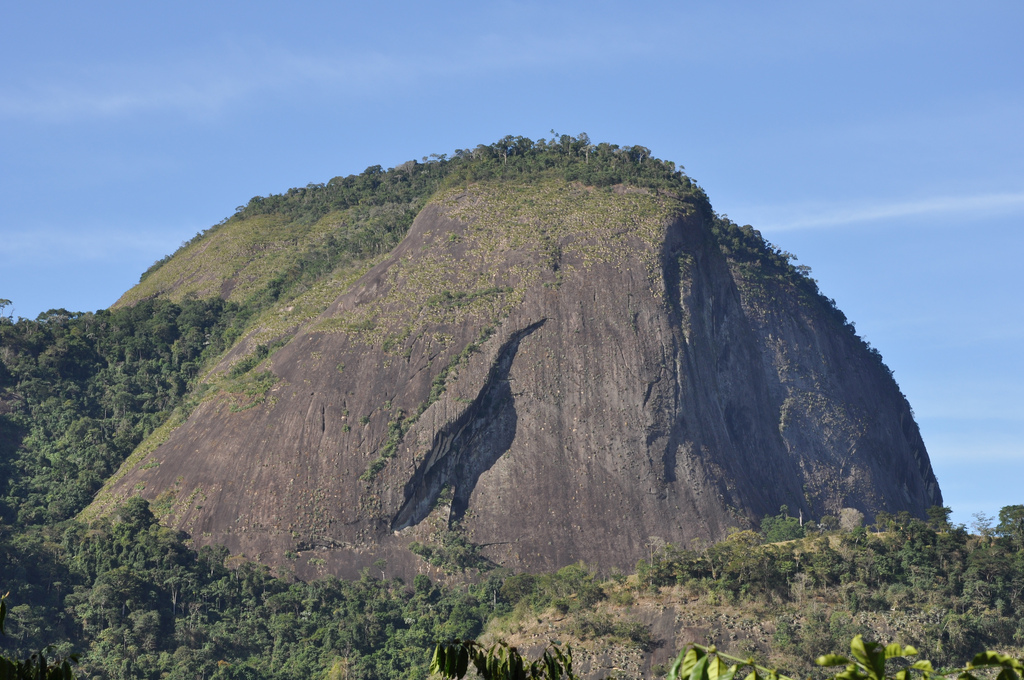
Pedra da Ema em Burarama. Um dos principais cartões postais de Cachoeiro de Itapemirim.

A região está incluída no programa do governo estadual Caminhos do Campo devido a sua agricultura e suas diversas cachoeiras e um circuito aquático muito visitado nos meses de verão. Já no inverno, oferece aconchegante clima, onde o turista pode se hospedar no sistema cama-café em uma das casas históricas da região.

## Economia
O distrito de Burarama e São Vicente (localizado na porção leste do município) se destacam como os maiores produtores do café arábica no município. Além disso, atividades econômicas como o agroturismo, pecuária de leite e de corte, apicultura, cultivo de hortaliças, fruticultura e a agroindústria se destacam como as principais atividades no distrito. Desse modo, o distrito não prática atividades de rochas ornamentais como nos demais distritos de Cachoeiro. 
Burarama se destaca como um grande produtor regional na produção de aguardente, com as cachaças “Floresta” e “Burarama”. 

## Serviços Públicos
Energia elétrica
A responsável pelo abastecimento de energia elétrica em Burarama é a EDP Espírito Santo.
Saneamento
O serviço de abastecimento de água é feito pela BRK Ambiental, concessionária privada que atende a todo o município. Além de possuir uma estação local de tratamento de água e esgoto.
Transporte
O distrito e suas comunidades são atendidos pela linha municipal urbana-distrital 110 (Burarama x Rodoviária de Cachoeiro) e 111 (Burarama x Conduru) do Consórcio Novo Trans, administradas pela Viação Real Ita.